# Relax 20
Relax 20는 SBS V-Radio에서 매일 밤 10시부터 밤 12시까지 방송되는 심야 논스톱 BGM 라디오 프로그램이며, 매일 밤 재즈, 월드 뮤직, 명상음악 등의 다소 잔잔한 곡들을 선곡한다.